# Osilodrostat
Osilodrostat, es vendido bajo la marca Isturisa, y es un medicamento que se usa para tratar la enfermedad de Cushing cuando la cirugía pituitaria no es posible o  efectiva. Este medicamento se toma por vía oral. 
Los efectos secundarios comunes son insuficiencia suprarrenal, dolor de cabeza, vómitos, cansancio e hinchazón.  También pueden producirse prolongación del intervalo QTc, niveles bajos de potasio y presión arterial alta.  La seguridad del medicamento no está clara durante el embarazo y no se recomienda su uso durante la lactancia. 
Este medicamento actúa inhibiendo la enzima 11-beta-hidroxilasa que produce cortisol. 
Osilodrostat fue aprobado para su  uso médico en Europa y Estados Unidos en 2020.   En el Reino Unido, un mes de 10 mg dos veces al día cuesta alrededor de 6700 libras esterlinas  en 2021.  En Estados Unidos esta cantidad cuesta unos 32.200 dólares. 